# Daniel Risch
Daniel Risch (Grabs, 5 de março de 1978) é um político do Liechtenstein, que foi Chefe de Governo do Principado de Liechtenstein de 25 de março de 2021 a 10 de abril de 2025.
É membro do partido de direita Vaterländische Union (VU).
Foi anteriormente Membro do Governo do Principado de Liechtenstein como Vice-Chefe de Governo e Conselheiro de Governo com responsabilidade pelo Ministério de Infraestrutura, Economia e Esportes desde 2013.

## Educação e profissão
Daniel Risch frequentou a escola secundária de Liechtenstein em Vaduz, que concluiu em 1998, quando foi aprovado no certificado de conclusão de curso de administração. De 1999 a 2003, ele estudou administração de empresas nas Universidades de St. Gallen em Zurique e na Ludwig Maximilians University em Munique. Ele se formou na Universidade de Zurique em economia. Daniel Risch concluiu o doutorado em informática de negócios na Universidade de Freiburg, onde recebeu seu doutorado em economia em 2007. De 2006 a 2007, Risch foi professor visitante na Universidade de Melbourne, Austrália, como parte de uma estadia de pesquisa da Fundação de Ciência Nacional Suíça (SNSF).
Durante seus estudos de doutorado, Daniel Risch trabalhou de 2004 a 2007 como assistente de pesquisa e professor no Centro de Competência E-Business da Universidade de Ciências Aplicadas do Noroeste da Suíça em Basel. A partir de 2007 ocupou diversos cargos gerenciais na Unic AG, empresa de consultoria em e-business. Entre outras coisas, ele foi chefe de vendas e diretor de marketing do Unic Group. De 2015 até sua entrada no governo em 2017, ele posteriormente trabalhou como Diretor de Marketing na Liechtensteinische Post AG.

## Carreira política
Daniel Risch é membro da União Patriótica (Vaterländische Union), um dos dois maiores partidos populares do Principado de Liechtenstein, desde 2016. Após as eleições estaduais em Liechtenstein em 2017, Risch foi nomeado por seu partido como vice-chefe de governo do governo de coalizão com o Fortschrittliche Bürgerpartei in Liechtenstein (FBP) e, posteriormente, com a posse em 30 de março de 2017 como tal membro do governo. Como governante, dirige o Ministério da Infra-Estrutura, Economia e Desporto.

## Pessoal
Daniel Risch é casado e tem dois filhos. Ele mora com sua família em Triesen. Para além da sua atividade profissional, Risch é membro fundador, organizador e patrocinador do festival de arte, cultura e música FL1.LIFE de Schaan desde 2009. Além disso, até entrar no governo em 2017, ocupou vários cargos no conselho e no conselho de supervisão em Liechtenstein, Suíça, Alemanha e Áustria e foi membro do conselho de diretores do IKT Forum Liechtenstein.